# Carabanchel (metropolitana di Madrid)
Carabanchel è una stazione della linea 5 della metropolitana di Madrid. Si trova sotto alla glorieta del Ejército, nel distretto di Carabanchel.

## Storia
La stazione fu aperta al pubblico il 4 febbraio 1961, quando venne inaugurato il Ferrocarril suburbano de Carabanchel. Il 6 giugno 1968 venne inaugurata la linea 5 della metropolitana tra Carabanchel e Callao.
Fino al 1980 la stazione è stata centro di scambio tra la rete della metropolitana e la linea del Ferrocarril suburbano. Quando il Ferrocarril Suburbano venne annesso alla linea della metropolitana, il capolinea venne spostato ad Aluche.
Durante i lavori per la costruzione della stazione di Eugenia de Montijo, Carabanchel tornò ad essere capolinea della linea fino al 1999, quando la linea fu riaperta fino ad Aluche.
Tra il 2004 e il 2005 la stazione fu parzialmente ristrutturata con il rifacimento delle volte e la copertura delle pareti con pannelli di vitrex colorato.

## Accessi
Vestibolo Carabanchel
- Glorieta del Ejército Glorieta del Ejército, (angolo con Paseo Muñoz Grandes)